# Juan Bautista Gill
Juan Bautista Gill  (ur. 28 października 1840 w Asunción, zm. 12 kwietnia 1877 w Villarrica) – paragwajski polityk, prezydent Paragwaju od 25 listopada 1874 do 12 kwietnia 1877. Zginął w zamachu.